# Bakchias
Bakchias (anche Bacchias) è stata una città dell'Egitto antico (si tratta dell'odierna Kom Unn el-Ati nel Fayyum) fondata da Tolomeo II unitamente ad altre città tra le quali Dionysopolis.
È divenuta particolarmente importante durante il periodo greco e romano per essere un centro di smistamento agricolo verso le grandi città dell'Egitto.
Intense campagne di scavo, tuttora in corso, hanno riportato alla luce le strade, alcune abitazioni, statue monumentali, molti materiali d'uso e un gran numero di papiri scritti in greco.
Un apporto notevole alla riscoperta di questo importante sito archeologico è giunto da archeologi italiani delle Università di Bologna e dell'Università del Salento che, guidati da Sergio Pernigotti e Mario Capasso, hanno contribuito non poco a gettare luce sulle vicende di Bakchias.